# Canon EOS 50D
Canon EOS 50D — цифровий дзеркальний фотоапарат просунутого аматорського, або напівпрофесійного рівня серії EOS компанії Canon. Вперше анонсований 26 серпня 2008 року. Вийшов на заміну Canon EOS 40D. Наступна модель цього рівня — Canon EOS 60D.

## Опис

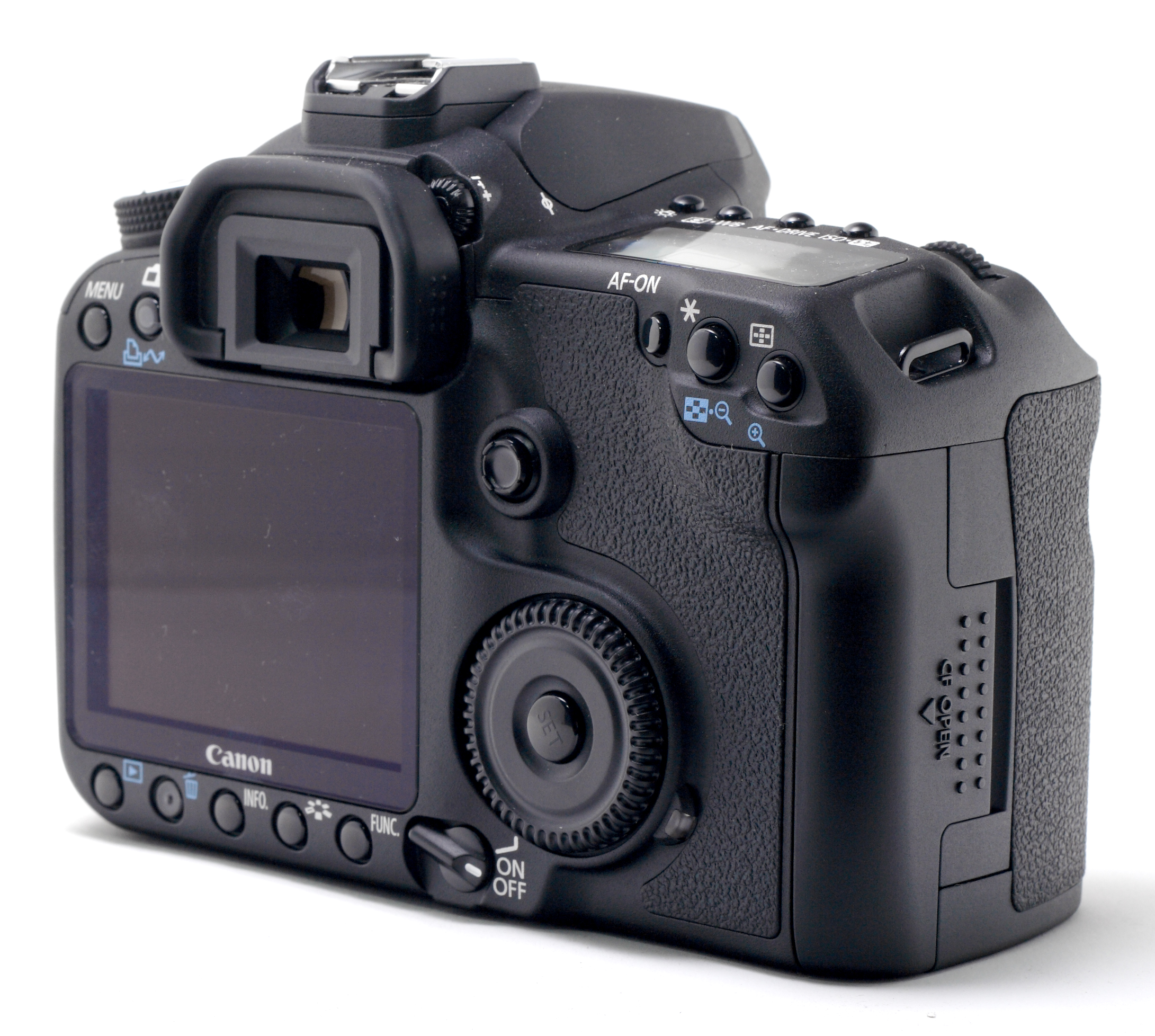
Зворотня сторона камери Canon EOS 50D

Canon EOS 50D має багато спільних характеристик зі своїм попередником Canon EOS 40D, таких як режими фотозйомки, зміна ISO та балансу білого, модуль фотоспалаху та навіть ЖК-монітор розмірами 3 дюйми, але з більшою роздільною здатністю. Камера також має режим Live View, а також 14-бітний формат RAW.
Ця модель стала останньою в лінійці XXD, що працює з картами пам'яті типу CompactFlash чи Microdrive а також акумулятором типу BP-511. 
50D має сенсор з роздільною здатністю 15,1 мегапікселя. Швидкість серійної зйомки залишилась такою ж 6,3 кадрів на секунду. 
Камера використовує процесор DIGIC 4, що має миттєву реакцію на зміни, покращений запис кольорів і майже миттєве включення. Також була представлена нова система очищення матриці.  Має два нових режими автофокусу в режимі Liveview та роз'єм HDMI.

## Основні відмінності від Canon EOS 40D
- Роздільна здатність сенсора виросла з 10,1 млн до 15,1 млн пікселів.
- Процесор DIGIC 4.
- Максимальна світлочутливість 3200 (з можливістю розширення до 12800) ISO.
- Роздільна здатність дисплея виросла з 230 тис. до 920 тис. пікселів.
- Загальна та індивідуальна (до 20 визначених об'єктивів, дані яких «зашиті» в камері) мікроналаштувань автофокусування об'єктивів.
- Підтримка HDMI.
- Вага корпусу 730 г (740 г у 40D).